# Белль (Мендиг)
Белль (нем. Bell) — община в Германии, в земле Рейнланд-Пфальц.
Входит в состав района Майен-Кобленц. Подчиняется управлению Мендиг. Население составляет 1405 человек (на 31 декабря 2010 года). Занимает площадь 10,26 км².